# Cinnycerthia olivascens
Cinnycerthia olivascens là một loài chim trong họ Troglodytidae.